# Sokol (otok)
Koordinati:   43°39′52″N, 15°47′14″E
Sokol je majhen nenaseljen otoček v Jadranskem morju. Pripada
Hrvaški.
Sokol leži okoli 1 km južno od otoka Obonjan. Njegova površina meri 0,018 km². Dolžina obalnega pasu je 0,54 km. Najvišja točka na otočku je visoka 11 mnm.